# Parque natural de Cumbre Vieja
El parque natural de Cumbre Vieja está situado en la isla de La Palma, en Canarias, España. Abarca todo el centro-sur de la isla, extendiéndose por 6 municipios.
Entre el 19 de septiembre y el 13 de diciembre de 2021 tuvo lugar una erupción volcánica que ocasionó pérdidas de biodiversidad, económicas (viviendas, fincas, locales, negocios, instalaciones, etc.) y el desalojo de los habitantes de las localidades cercanas.

## Protección
El parque fue creado según la Ley 12/1987, de 19 de junio, de Declaración de Espacios Naturales de Canarias, como dos espacios separados, el parque natural de Cumbre Vieja y Teneguía y el paraje natural de interés nacional de Coladas del Volcán de Martín. Ambos fueron unidos por la Ley 12/1994, de 19 de diciembre, pero los Volcanes de Teneguía formaron un espacio protegido independiente. El parque además es zona de sensibilidad ecológica, y la parte norte del parque es zona de protección preparque del Parque nacional de la Caldera de Taburiente.

## Valores
El Parque cubre gran parte del sur de la isla, abarcando los municipios de Breña Alta, Breña Baja, Mazo, El Paso y Fuencaliente y es atravesado de norte a sur por un sendero llamado popularmente Ruta de los Volcanes inaccesible para vehículos de ruedas y homologado de gran recorrido, que pasa por todos los conos importantes y que ofrece vistas impresionantes de ellos así como de la isla y de otras islas vecinas.
En la zona se localizan gran parte de los conos volcánicos producto de la actividad fisural del último millón de años incluidos la mayoría de las erupciones históricas de la isla. Todos estos procesos eruptivos se alinean siguiendo el eje central de la Cumbre Vieja con lavas que discurrieron por las pendientes, llegando al mar en ocasiones y llegando a ganar terreno al mar. El sector más septentrional del parque pertenece a una unidad geológica mucho más antigua llamada Paleopalma.
En lo que se refiere a la biota más relevancia destacan las comunidades de pino canario (Pinus canariensis) en el sector occidental. En el lado oriental son notables comunidades de fayal-brezal y de laurisilva. Las zonas más elevadas cuentan con martorral de montaña.
Con respecto a la fauna alberga comunidades de aves como palomas de la laurisilva (Columba junonii y columba bollii), aguilillas (Buteo buteo insularum), gavilanes (accipiter nisus granti) y grajas (Pyrrhocorax pyrrhocorax barbarus).

## Hipótesis del gran deslizamiento
En el año 2000, el científico británico Simon Day dirigió un polémico proyecto de investigación que terminó con un documental en la BBC en el que consideraban la posibilidad del colapso de parte de la isla en una futura erupción en los dominios de este parque natural, con el consiguiente deslizamiento de gran parte de la isla al mar que provocaría un megatsunami que llegaría desde Canadá hasta Argentina y arrasaría toda la costa este de Estados Unidos, destruyendo ciudades como Nueva York, Washington D. C. o Miami. Si bien es cierto que puede representar un posible escenario, las posibilidades de que ocurra en un futuro cercano son muy remotas, ya que tendría que ser un tipo de erupción muy concreta, una freatomagmática, y teniendo en cuenta el reducido tamaño del acuífero de la isla esto es poco probable.[cita requerida]
Este tipo de deslizamientos ya se han dado en Canarias varias veces a lo largo de la historia, incluso en la isla de La Palma, que fue lo que dio origen a la Caldera de Taburiente. Sin embargo, estos deslizamientos sucedieron hace miles de años y por lo tanto no están documentados, aunque se pueden ver sus efectos.